# Edifício dos Correios de Maputo
O Edifício dos Correios de Maputo é um imóvel edificado em 1903, onde se encontra a principal estação de correios de Maputo e a sede da empresa Correios de Moçambique. 
O edifício, localizado na Avenida 25 de Setembro, foi projectado pelo arquitecto Carlos Roma Machado.